# Fotbollsgalan 2005
Fotbollsgalan 2005 hölls måndagen den 14 november 2005 på Hovet i Stockholm och var den 11:e Fotbollsgalan i ordningen. Programledare var Suzanne Sjögren och Jessica Almenäs. TV4 och Sveriges Radio P4 sände.

## Priser
| Pris                    | Vinnare                            |
| ----------------------- | ---------------------------------- |
| Årets genombrott        | Caroline Seger, Linköping FC       |
| Årets tränare, herrar   | Kjell Jonevret, Djurgårdens IF     |
| Årets tränare, dam      | Andrée Jeglertz, Umeå IK           |
| Årets nykomling         | Mattias Bjärsmyr, IFK Göteborg     |
| Årets forward, herr     | Zlatan Ibrahimović, Juventus FC    |
| Årets forward, dam      | Hanna Ljungberg, Umeå IK           |
| Årets mittfältare, herr | Fredrik Ljungberg, Arsenal FC      |
| Årets mittfältare, dam  | Malin Moström, Umeå IK             |
| Årets back, herr        | Teddy Lucic, BK Häcken             |
| Årets back, dam         | Hanna Marklund, Sunnanå SK         |
| Årets målvakt, herr     | Andreas Isaksson, Stade Rennais FC |
| Årets målvakt, dam      | Hedvig Lindahl, Linköping FC       |
| Årets mål               | Daniel Sjölund, Djurgårdens IF     |
| Diamantbollen           | Hanna Marklund, Sunnanå SK         |
| Guldbollen              | Zlatan Ibrahimović, Juventus FC    |

## Artister
- The Cardigans
- Per Gessle
- Andreas Johnsson